# Alexandre II de l'Epir
Alexandre II (en llatí Alexander, en grec antic Ἀλέξανδρος) fou rei de l'Epir. Era fill de Pirros I de l'Epir i Lanassa (filla del tirà Agàtocles de Siracusa). Va succeir com a rei al seu pare l'any 272 aC.
Al començament del seu regnat va continuar la guerra contra Antígon Gònates de Macedònia que el seu pare havia iniciat, i el va aconseguir expulsar de Macedònia. Però el fill d'Antígon, Demetri, el va expulsar de Macedònia i de l'Epir i es va haver de refugiar a Acarnània. Gràcies a l'ajut dels acarnanis i dels epirotes que li mostraven molta fidelitat, va reconquerir Epir i va fer aliança amb la Lliga Etòlia.
Es va casar amb la seva germana Olímpies, de la que va tenir dos fills: Pirros i Ptolemeu; i una filla, Ftia.
Alexandre II va morir cap a l'any 242 aC i la seva dona Olímpies va assolir la regència en nom dels dos fills, mentre la filla Ftia es va casar amb Demetri (després Demetri II de Macedònia). D'Alexandre en parlen Justí, Polibi i Plutarc.